# Xoài đào
Xoài đào hay thiên đào (danh pháp khoa học: Mangifera persiciformis; tiếng Trung gọi là thiên đào (天桃 hoặc 扁桃); tiếng Anh gọi là Peach Mango, là một loài thực vật thuộc họ Anacardiaceae. Loài này được C.Y. Wu & T.L. Ming miêu tả khoa học đầu tiên năm 1979. Đây là loài đặc hữu của Trung Quốc.